# 3021 Lucubratio
3021 Lucubratio је астероид главног астероидног појаса чија средња удаљеност од Сунца износи 3,193 астрономских јединица (АЈ).
Апсолутна магнитуда астероида је 11,9.